# Esmeralda (TV-serie, 1997)
Esmeralda är en mexikansk telenovela från 1997, med Leticia Calderón, Fernando Colunga, Enrique Lizalde, Laura Zapata och Ana Patricia Rojo i huvudrollerna.

## Rollista (i urval)
- Leticia Calderón - Esmeralda Peñarreal de Velasco
- Fernando Colunga - José Armando Peñarreal de Velasco
- Enrique Lizalde - Don Rodolfo Peñarreal
- Laura Zapata - Fátima Linares Vda. de Peñarreal
- Ana Patricia Rojo - Georgina Pérez-Montalvo Forero

### Fotnoter
1. ↑  Esther Doe (10 april 2013). ”What is special about telenovelas?” (på engelska). My Joyline. Arkiverad från originalet den 13 september 2016. https://web.archive.org/web/20160913175223/http://www.myjoyonline.com/opinion/2013/october-4th/what-is-special-about-telenovelas.php. Läst 4 september 2016.